# Glück in kleinen Dosen
Glück in kleinen Dosen (Langtitel: The Chumscrubber – Glück in kleinen Dosen, Alternativtitel: Abgefugged – Die trügerische Idylle von Hillside) ist ein US-amerikanischer Spielfilm von Regisseur Arie Posin aus dem Jahr 2005.
Es handelt sich um eine Satire auf den American Way of Life in den gleichförmigen Vorstädten der USA, in denen Erwachsene und Jugendliche gezielt aneinander vorbeileben.

## Handlung
Dean Stiffle lebt in der südkalifornische Vorstadt Hillside und hat sein Leben in der wohlhabenden US-amerikanischen Vorstadt-Idylle satt. In seiner Schule wird der Außenseiter verspottet und sein Vater benutzt den Sohn als Grundlage für psychologische Analysen. Als sein bester Freund Troy Johnson – Drogenlieferant für seine Mitschüler – Selbstmord begeht und Dean ihn findet, gerät sein Leben völlig aus den Fugen. Unter dem Vorwand, zunächst ein Gespräch „von Mann zu Mann“ mit seinem Sohn führen zu wollen, verordnet ihm sein Vater ein Beruhigungsmittel, das ihm helfen soll, die „nötige Balance“ zu bewahren.
Als Dean anschließend in die Schule geht, spielt ihm sein Mitschüler Billy einen bösen Streich: er lässt ein Skelett von einem Balken baumeln. Dean, der solche Bösartigkeiten gewöhnt ist, ignoriert Billy jedoch wie üblich und will sich auch nicht auf ein Gespräch mit Crystal einlassen, die jedoch behauptet, Troys Freundin gewesen zu sein. Doch gerade, als Dean ein wenig Vertrauen zu ihr gefasst hat, taucht der Rest ihrer Clique auf: Rädelsführer Billy und Lee. Es stellt sich heraus, dass die drei es nur auf Troys Pillenvorräte abgesehen haben und Dean überreden wollen, ihnen Troys restliche Vorräte zu verschaffen. Doch Dean lässt sich nicht auf ein Gespräch ein.
Billy und Lee brauchen einen neuen Plan, also beschließen sie kurzerhand, Deans kleinen Bruder Charlie zu entführen. Nachdem sie ihn telefonisch darüber informiert haben und sich wundern, dass Dean sich überhaupt nicht beeindrucken lässt, stellt sich heraus, dass die beiden Teenager den falschen Charlie erwischt haben – nämlich den Sohn des Polizisten Lou und der Innenarchitektin Terry, die eigentlich zwei Tage später den Bürgermeister von Hillside, Michael Ebbs, heiraten will. Doch für Billy ist eine Geisel so gut wie die andere, und schließlich gibt Dean nach und verspricht Crystal, ihr und ihren Freunden die Pillen zu besorgen.
Dean bricht in das Gartenhaus seines Freundes ein und wird dabei beinahe von Troys Mutter Carrie erwischt, die jedoch im letzten Moment durch die Türklingel abgelenkt wird. Er findet eine Tasche mit Troys Vorräten und nimmt sie mit. Dean und Crystals Clique verabreden sich am Einkaufszentrum, doch als Dean schließlich dort ankommt, enthält die Tasche nur die Vitaminpillen, die seine Mutter am Telefon verkauft. Es kommt zu einer Schlägerei zwischen Billy und Dean, bei der Dean verhaftet und in Polizeigewahrsam genommen wird. Der zuständige Beamte ist ausgerechnet Charlies Vater Lou, der Dean von der ganzen Geschichte jedoch kein Wort glaubt und auch nicht mitbekommen hat, dass sein Sohn entführt wurde. Denn Charlie lebt eigentlich bei seiner Mutter, die jedoch aufgrund ihrer Hochzeit keine Aufmerksamkeit für ihren Sohn übrig hat.
Während Mr. Stiffle versucht, seinen Sohn aus dem Gefängnis zu holen, bereitet seine Frau Allie den Auflauf für Troys Trauerfeier vor, die (wie auch die Hochzeit von Michael und Terry) am nächsten Tag stattfinden soll. Deans Bruder Charlie, der vorher die Tabletten aus der Tasche genommen hat, versetzt den Auflauf mit einer bunten Mischung aus verschiedenen zerkleinerten Tabletten. 
Am nächsten Morgen entbrennt ein Streit in der Familie darüber, wer zu welcher Veranstaltung geht: Während Mr. Stiffle unbedingt zur Hochzeit möchte, will Allie stattdessen die Trauerfeier besuchen. Schließlich geht das Paar getrennte Wege.
Dean, der sich noch nicht entschieden hat, bekommt Besuch von Crystal, denn langsam drehen Billy und Lee durch und wollen ihre Geisel Charlie umbringen. Dean und Crystal gehen in letzter Minute dazwischen, nachdem Charlie schon die ersten Stichwunden abbekommen hat. Im anschließenden Gerangel wird Billy im Gesicht verletzt, woraufhin er in Panik auf die Straße rennt und ausgerechnet von Officer Bratley überfahren wird.
Nachdem sich das Chaos ein wenig gelegt hat und die Hochzeit geplatzt ist, sucht Dean die Mutter von Troy auf und benimmt sich als einziger normal, da er nichts vom Auflauf seiner Mutter gegessen hat. Durch das Gespräch mit Dean bekommt Carrie ein anderes Bild von ihrem Sohn und kann sich schließlich ihrer Trauer stellen. Billy, der den Unfall wider Erwarten überlebt hat, landet im Gefängnis, und Dean und Crystal gelingt es, aus Hillside zu „flüchten“.

## Rezeption

### Einspielergebnisse
Die Produktionskosten des Films werden auf 6,8 Millionen US-Dollar beziffert. Der Film erzielte weltweit ein Einspielergebnis von 351.401 US-Dollar. In den Kinos der USA und Kanadas nahm er 52.597 US-Dollar ein, davon 28.548 US-Dollar am Startwochenende. In Deutschland beliefen sich die Einnahmen auf 81.323 US-Dollar. In der Europäischen Union wurden insgesamt 23.368 Kinotickets verkauft, darunter 15.237 in Deutschland und 698 in Österreich. Der Film konnte die Erwartungen an den Kinokassen nicht erfüllen, der Film gilt als kommerzieller Flop.

### Kritiken
Der Film wurde von den Kritikern überwiegend negativ aufgenommen. Das Filmkritik-Portal Rotten Tomatoes gibt für den Film 37 % positive Rezensionen an, basierend auf 59 Kritiken. Zusammenfassend heißt es dort: „Die Abrechnung mit der Vorstadt scheitert daran, eine vernichtende Anklage gegen die Entfremdung der oberen Mittelschicht zu liefern.“ Bei Metacritic konnte ein Metascore von 41, basierend auf 12 Kritiken, erzielt werden.
Peter Travers vom Rolling Stone bewertete den Film mit 1 von 5 Sternen und bezeichnete ihn als „eine erschreckend plumpe und dumme Darstellung von Drogen, Entführung und Selbstmord in der Vorstadt“. Anthony Oliver Scott äußerte sich in der New York Times ähnlich, nannte den Film „schrecklich“ und kritisierte seine Unoriginalität. Olly Richards von Empire gab dem Film 2 von 5 Sternen und beschrieb ihn als „eine tragische Verschwendung von schauspielerischem Talent, die nichts Neues zu sagen hat“. Keith Phipps von The A. V. Club lobte Posins Regiearbeit und die schauspielerischen Darbietungen, fand aber, dass der Film dennoch ein reinfall sei. Die Redaktion der deutschsprachigen Filmzeitschrift Cinema bewertete den Film wohlwollender. Zwar möge man „Regisseur Arie Posin […] unterstellen, er habe hemmungslos bei Donnie Darko abgekupfert. Der Vergleich drängt sich auf, doch [der Film] schlägt einen helleren Ton an.“ Besonders die Besetzung fand Anerkennung, allen voran der Hauptdarsteller Jamie Bell. Kritik gab es hingegen für den deutschen Filmtitel, den die Redaktion als „unglücklich“ bezeichnete.

„Auf den Spuren von Blue Velvet, American Beauty und Donnie Darko taucht Ari Posen mit dieser Geschichte in die amerikanische Vorstadt-Welt (hier Kalifornien) ein, beschwert sich über die spießige Enge, die Andersartigkeit nicht zulässt und Außenseiter gnadenlos verfolgt. Auch wenn Donnie Darko die bessere und interessantere Variante zu diesem Thema bietet, bleibt man dank eines brillant aufspielenden Jamie Bell dennoch am Ball und betrachtet fasziniert den alltäglichen amerikanischen Albtraum.“

„Allein aufgrund der darstellerischen Leistung aller Beteiligten ist „Glück in kleinen Dosen“ sehenswert. Wer den Alptraum Suburbia beschwören will, findet in diesem Film genau das richtige Mittel.“